# Армия семерых бойцов
«Армия семерых бойцов» (англ. 7-Man Army, кит. трад. 八道樓子, упр. 八道楼子, палл. Ба дао лоу цзы) — военная драма режиссёра и соавтора сценария Чжан Чэ, вышедшая в 1976 году. Съёмки проводились на Тайване.

## Сюжет
В 1933 году двадцать тысяч японских солдат и пятьдесят танков вторгаются в Бадаолоуцзы, стратегический пункт, прилегающий к Великой Китайской стене. Оборона Великой Китайской стены была одной из самых ранних битв между китайскими и японскими войсками.
В Бадаолоуцзы, удерживаемом японской армией, батальон двадцать пятой китайской дивизии оказывается зажатым между фортом и наступающим японским отрядом. Откинутые назад, китайцы пытаются отбить заставу, но погибают под огнём из пулемётов защитников; только шесть человек выживают, сокрушают гарнизон и занимают крепость. Вскоре к ним присоединяется Сяо Шуньцзы, местный юноша, осиротевший во время бомбардировки и добровольно подписавшийся в качестве санитара. Также приходит рядовой Цзя Фушэн, когда наталкивается на заставу, разведывая передвижения противника.
Командир батальона У Чаньчжэн, отрезанный от основных сил, решает защитить Бадаолоуцзы, чтобы предотвратить окружение своей второй дивизии, которая вступает в бой с основными силами противника. Несмотря на численное превосходство, каждый из солдат остаётся, в основном по личным причинам: Чаньчжэн делает это из-за чувства патриотизма; жена Чу Тяньчэна была убита японскими хулиганами после того, как Тяньчэн избил их; Цзя Фушэн сражается, чтобы отомстить за смерть командира полка Вана, который был его инструктором во время базовой подготовки; Бай Чжансин вступил в армию просто для того, чтобы стать лучшим мужем для своей настрадавшейся жены; семья монгола Хэ Хунфа была истреблена монгольскими наёмниками, работавшими на японцев; Цзян Минкунь был лидером повстанческой группы против японцев; Пань Бинлинь, бывший оперный исполнитель, вступил в ряды армии после избиения двух прояпонских китайцев, которые изводили одну из его коллег-женщин.
На следующий день прибывает группа монгольских наёмников, чтобы обезопасить прибытие японских войск в Бадаолоуцзы. Семеро китайцев сражаются с ними, но некоторым из противников удаётся сбежать и проинформировать японское командование о новых обитателях крепости, и на следующий же день японский полк атакует заставу. Используя тактику «бей и беги», чтобы уравновесить своё небольшое число солдат и навыки для ближнего боя, семеро солдат удерживают противника настолько долго, насколько могут, неся при этом большие потери. В конце концов семёрку китайцев сокрушают и убивают, хотя противостояние длится до последнего: Чу Тяньчэн препятствует сносу флагштока крепости, собственноручно поддерживая его даже после своей смерти.
Находясь под впечатлением от героической гибели семерых, японский командир хоронит китайских бойцов с воинскими почестями. Вскоре после этого прибывают силы армии Китая, заставляя японцев отступить. Когда китайцы чтят своих павших товарищей, Сяо Шуньцзы присоединяется к ним, чтобы служить своей стране и рассказать историю о последней битве семерых.

## В ролях
| Актёр            | Роль                          |
| ---------------- | ----------------------------- |
| Дэвид Цзян       | рядовой Бай Чжансин           |
| Ти Лун           | командир батальона У Чаньчжэн |
| Чэнь Гуаньтай    | рядовой Цзян Минкунь          |
| Александр Фу Шэн | рядовой Хэ Хунфа              |
| Ци Гуаньцзюнь    | рядовой Чу Тяньчэн            |
| Бай Ин           | рядовой Цзя Фушэн             |
| Ли Иминь         | рядовой Пань Бинлинь          |
| Дин Хуачун       | Сяо Шуньцзы                   |
| Лён Каянь        | монгольские полковник Ху Ци   |
| Джонни Ван       | монгольский наёмник           |
| Гордон Лю        | монгольский наёмник           |
| Мяо Тянь         | японский генерал              |
| Фэн И            | японский полковник            |
| Чэнь Минли       | жена Бай Чжансина             |
| Ван Цзинпин      | Юэ Цзюань                     |
| Чэнь Хуэйлоу     | мастер Хэ Хунфа               |
| Лун Шицзя        | брат Хэ Хунфа                 |

## Номинации
13-й Тайбэйский кинофестиваль «Золотая лошадь» (1976) — номинация в следующей категории:
- Лучший художественный фильм